# مشروع تطوير التعليم في لبنان
مشروع التعليم العام أقرت الحكومة اللبنانية في عام 2010 خطة مشروع الإنماء التربوي الذي يهدف إلى: «تسهيل بدء عملية الإصلاح في أنظمة التعليم العام والمهني عن طريق بناء قاعدة المعرفة وتعزيز النمو والجهوزيّة المؤسساتية في وزارة التربية والتعليم العالي» تتلائم هذه الأهداف مع الأهداف الاستراتيجية للبنك الدولي الخاصة بلبنان (CAS): ”تنمية قاعدة الموارد البشرية بالتركيز على التعليم العام والمهني“. هذا ما يتماشى أيضا مع ”أولوية الحكومة اللبنانيّة لتوفير النوعية التربوية في المدارس الرسمية في سبيل الإنصاف وتحقيق الجودة“. وقام البنك الدولي بتمويل المشروع ب 14,3 مليون دولار من أصل 56,6 مليون دولار التكلفة الكلية للمشروع.

## مكونات المشروع
المكونات الأساسية للمشروع هي:
1. تطوير سياسة، تخطيط وإدارة المعلومات في الوزارة.
2. تقوية الدور الريادي لمديري المدارس، القدرة التربوية، وتقييم التحصيل الأكاديمي.
3. تحسين وتطوير البنلى التحتية والتجهيزات.

## أهداف المشروع
1. إنجاز سياسة موحّدة وهيكلية إستراتيجية للتعليم العام والتعليم المهني.
2. إنشاء نظام معلوماتية الإدارة التربوية لخدمة القطاعين التعليميين.
3. إنجاز دراسة متعلقة بتسويغ النظام المالي التربوي للقطاعين التعليميين.
4. دعم عملية التنمية المؤسساتيّة وإعادة التنظيم المؤسساتي.
5. إنجاز تدريب حول التنمية الريادية، مدركين أن مدراء المدارس هم أساس التغيير والإصلاح.
6. مباشرة برنامج ”التدريب المستمر“ للمعلمين والأساتذة في قطاع التعليم العام.
7. مباشرة برنامج تنمية الأساتذة الأخصائين في قطاع التعليم المهني.
8. بناء مدارس جديدة لقطاع التعليم العام.
9. إنشاء بنية تحتية لتكنولوجيا المعلومات والاتصالات لإطلاق نظام إدارة المعلومات التربوية.
10. توفير مختبرات أساسية وتجهيزات للمدارس الجديدة في قطاع التعليم العام.
11. توفير مختبرات أساسية ومعدات لمشاغل طلاب قطاع التعليم المهني.

## المستفيدون
يستفيد مباشرة من هذا المشروع كل من:
- «أصحاب القرار» في وزارة التربية والتعليم العالي على مختلف مستويات القرار.
- الموظفين الأخصائين في وزارة التربية والتعليم العالي، إذ سوف يتم تزويدهم بخبرة التدريب والتطبيق في تحليل سياسات تربوية، وتمويل التعليم، والتخطيط الاستراتيجي، والإدارة التعليمية، إضافةً إلى العمليات الإدارية المتعلقة بتقييم التحصيل الأكاديمي.
- الموظفين الأخصائين في وحدة إدارة المعلومات، إذ سوف يتم تزويدهم بالمهارات اللازمة للعمل، والمتعلقة بإدخال نظام معلومات إدارة التعليم، والحفاظ عليها، وتطويرها.
- مجموعة كبيرة من مدراء المدارس ومدراء مراكز التدريب، إذ سوف يتم تدريبهم على تنمية الحس القيادي ليتمكنوا من تغيير وتطوير الإدارة، ومواكبة عملية إصلاح النظام التعليمي.
- مجموعة كبيرة من المعلمين والأساتذة، إذ سوف يتم تدريبهم لامتلاك المهارات التربوية وتلك المتعلقة بتكنولوجيا المعلومات والاتصالات، وإطلاعهم على التوجهات الدولية الحالية المتعلقة بإصلاح نظام التعليم.
- جميع طلاب القطاعين التعليميين الذين سوف يستفيدون من مخرجات جميع مكونات المشروع.

## مشاريع التعليم العالي
بالنسبة للتعليم العالي، تقوم الوزارة بالمشاريع التالية:

### اعتمادات برامج الهندسة في الجامعات اللبنانية
والهدف الرئيسي هو أوضع لوحة اعتماد للتعليم الهندسي في لبنان، وتأسيس المجلس اللبناني للتعليم الهندسي الذي يستند على المعايير والإجراءات الدولية مثل اليورو-ايس.

### مشروع ضمان الجودة في مؤسسات التعليم العالي
الهدف الرئيسي للمشروع هو وضع معايير الجودة في التعليم العالي واليات تنفيذها ومراقبتها وتحسينها.